# Ichio Satō
 Ichio Satō (佐藤 市雄, Satō Ichio, né le 22 août 1951) est un athlète japonais, spécialiste des courses de fond.

## Biographie
Il remporte la médaille d'or du 5 000 mètres et du 10 000 mètres lors des premiers championnats d'Asie, à Manille. 

### Palmarès
| Date | Compétition         | Lieu    | Résultat | Épreuve  | Performance   |
| ---- | ------------------- | ------- | -------- | -------- | ------------- |
| 1973 | Championnats d'Asie | Manille | 1er      | 5 000 m  | 14 min 16 s 9 |
| 1973 | Championnats d'Asie | Manille | 1er      | 10 000 m | 29 min 54 s 4 |

### Records
| Épreuve  | Performance   | Lieu     | Date           |
| -------- | ------------- | -------- | -------------- |
| 5 000 m  |               |          |                |
| 10 000 m | 28 min 43 s 8 | Victoria | 7 juillet 1973 |